# 청남면
청남면(靑南面)은 대한민국 충청남도 청양군의 면이다.

## 행정 구역
- 내직리
- 대흥리
- 동강리
- 상장리
- 아산리
- 왕진리
- 인양리
- 중산리
- 지곡리
- 천내리
- 청소리